# Herasmius granulatus
Herasmius granulatus — вид панцирних риб ряду Артродіри (Arthrodira). Вид існував у девонському періоді. Скам'янілі рештки знайдені у прісноводних відкладеннях червоного піщанника у формуванні Стьордален серії Вуд Бей на острові Шпіцберген в Норвегії. Вид схожий на  Heterosteus, але коротший та має ширшу голову.